# Arkady Martine
AnnaLinden Weller (* 19. April 1985 in New York City) ist eine US-amerikanische Historikerin (Byzantinistin und Armenologin). Unter dem Pseudonym Arkady Martine ist sie auch eine Science-Fiction-Schriftstellerin. Als solche ist sie bekannt für ihren ersten Roman A Memory Called Empire (dt. Im Herzen des Imperiums), der mit dem Hugo Award für den besten Roman 2020 ausgezeichnet wurde.

## Akademische Karriere
Weller schloss ihre Studien ab mit einem Bachelor of Arts in Religious Studies an der University of Chicago im Jahr 2007, einem M.St. in Classical Armenian Studies an der University of Oxford im Jahr 2013 und einem Doktorat in mittelalterlicher byzantinischer, Welt- und vergleichender Geschichte an der Rutgers University im Jahr 2014. Ihre Dissertation trug den Titel Imagining Pre-Modern Empire: Byzantine Imperial Agents Outside the Metropole. Sie war Visiting Assistant Professor für Geschichte an der St. Thomas University in den Jahren 2014–15, und postdoktorale Forscherin an der Universität Uppsala in den Jahren 2015–17. Ihre Veröffentlichungen behandeln die byzantinische und mittelalterliche armenische Geschichte.

### Im Herzen des Imperiums
Martines erster Roman, A Memory Called Empire, wurde 2019 veröffentlicht, und erschien im selben Jahr in deutscher Übersetzung unter dem Titel Im Herzen des Imperiums. Der Roman ist der erste Band der Teixcalaan-Serie. Er ist in einer Zukunft angesiedelt, in der das Teixcalaan-Imperium den Großteil des von Menschen bewohnten Raums beherrscht, und sich anschickt, die unabhängige Raumstation Lsel zu annektieren. Um dies zu verhindern, wird Mahit Dzmare als Botschafterin von Lsel in die Hauptstadt des Imperiums entsandt, wo sie bald in die Thronfolgekrise des Imperiums verwickelt wird. Martine sagte, dass der Roman in vieler Hinsicht eine fiktionale Fassung ihrer Forschungsergebnisse über den byzantinischen Imperialismus an der armenischen Grenze im 11. Jahrhundert darstellt, vor allem über die Annektierung des Königreichs Ani.
In The Verge lobte Andrew Liptak den Roman als „brilliante Mischung von Cyberpunk, Space opera und Polit-Thriller“, und hob Martines Charakterisierung ihrer Figuren und ihr Worldbuilding hervor. In Locus beschrieb Russell Letson den Roman als „mitnehmende und manchmal herausfordernde Mischung von Intrige und anthropologischer Vorstellungskraft“, und schätzte den Sinn der Autorin für Humor. Publishers Weekly und Kirkus Reviews zeichneten ihre Rezension des Romans beide mit einem Stern aus, unter Hinweis auf die Leichtigkeit, mit der Martine die Welten ihrer „wunderbar ausgearbeiteten diplomatischen Space Opera“ zum Leben erweckte, und verglichen den Roman mit den Werken von Ann Leckie und Yoon Ha Lee. A Memory Called Empire wurde mit dem Hugo Award für den besten Roman 2020 ausgezeichnet. Der Nachfolger Am Abgrund des Krieges gewann 2022 den Hugo Award und den Locus Award für den besten Roman.

### Bibliografie
Teixcalaan-Serie
1. A Memory Called Empire, Tor Books, 2019, ISBN 978-1-250-18643-0; übersetzt ins Deutsche von Jürgen Langowski als Im Herzen des Imperiums, Heyne Verlag, 2019, ISBN 978-3-453-31993-6.
2. A Desolation Called Peace, Tor Books, 2021, ISBN 978-1-5290-0162-4; übersetzt ins Deutsche von Bernhard Kempen als Am Abgrund des Krieges, Heyne Verlag, 2022, ISBN 978-3-453-31994-3.

## Privatleben
Weller wurde in New York City geboren und wuchs dort auf. Sie lebt mit ihrer Frau, der Schriftstellerin Vivian Shaw, in Santa Fe.